# FC Zaanstreek in het seizoen 1966/67
Het seizoen 1966/1967 was het derde en laatste jaar in het bestaan van de Kooger betaaldvoetbalclub FC Zaanstreek. De club kwam uit in de Eerste divisie en eindigde daarin op de zevende plaats. Tevens deed de club mee aan het toernooi om de KNVB beker, hierin werd in de eerste ronde verloren van D.F.C. (0–1). Na het seizoen fuseerde de club met Alkmaar '54 tot AZ '67.

## Wedstrijdstatistieken

### Eerste divisie
|       | Alkmaar '54 | Blauw-Wit | FC Den Bosch/BVV | SC Cambuur | D.F.C. | DHC '66 | SC Drente | Eindhoven | De Graafschap | Heracles | Holland Sport | N.E.C. | RBC   | RCH   | SVV   | Velox | Vitesse | Volendam | De Volewijckers |
| ----- | ----------- | --------- | ---------------- | ---------- | ------ | ------- | --------- | --------- | ------------- | -------- | ------------- | ------ | ----- | ----- | ----- | ----- | ------- | -------- | --------------- |
| Thuis | 2 – 1       | 2 – 0     | 2 – 1            | 3 – 4      | 3 – 1  | 3 – 1   | 6 – 0     | 0 – 0     | 1 – 1         | 0 – 1    | 1 – 0         | 1 – 2  | 2 – 2 | 2 – 1 | 3 – 1 | 1 – 2 | 1 – 0   | 1 – 2    | 2 – 1           |
| Uit   | 1 – 2       | 0 – 1     | 0 – 0            | 1 – 1      | 2 – 2  | 2 – 0   | 0 – 3     | 3 – 1     | 0 – 1         | 3 – 1    | 2 – 1         | 3 – 0  | 1 – 1 | 4 – 0 | 1 – 1 | 0 – 1 | 4 – 0   | 0 – 0    | 0 – 2           |

### KNVB beker
| Eerste ronde                                  | FC Zaanstreek | 0 – 1 (0 – 0) | D.F.C.           |
| 2 april 1967 Plaats: Koog aan de Zaan De Koog |               |               | 90' Jan Klijnjan |

## Statistieken FC Zaanstreek 1966/1967

### Eindstand FC Zaanstreek in de Nederlandse Eerste divisie 1966 / 1967
| Stand | Gespeeld | Gewonnen | Gelijk | Verloren | Punten | Doelpunten voor | Doelpunten tegen |
| ----- | -------- | -------- | ------ | -------- | ------ | --------------- | ---------------- |
| 7e    | 38       | 17       | 9      | 12       | 43     | 54              | 48               |

### Topscorers
| #              | Naam                | Goal |
| -------------- | ------------------- | ---- |
| 1.             | Cees Groot          | 8    |
| 1.             | Dick Twisk          | 8    |
| 3.             | Jacques Kleef       | 6    |
| 3.             | Henk van Vlierden   | 6    |
| 5.             | Wim de Jager        | 5    |
| 6.             | Hans van Doorneveld | 4    |
| 6.             | Dries Mul           | 4    |
| 6.             | Jan van Veen        | 4    |
| 9.             | Piet Ouderland      | 3    |
| 10.            | Tonny Bruins Slot   | 2    |
| 10.            | Aart Spruit         | 2    |
| 12.            | Johan Fokke         | 1    |
| Eigen doelpunt |                     |      |
| –              | Niet bekend         | 1    |
| Totaal         | Totaal              | 54   |

| #      | Naam        | Goal |
| ------ | ----------- | ---- |
| –      | Geen speler | 0    |
| Totaal | Totaal      | 0    |

## Voetnoten
Alkmaar '54 ·
Blauw-Wit ·
Cambuur ·
FC Den Bosch/BVV ·
D.F.C. ·
DHC '66 ·
SC Drente ·
Eindhoven ·
De Graafschap ·
Heracles ·
Holland Sport ·
N.E.C. ·
RBC ·
RCH ·
SVV ·
Velox ·
Vitesse ·
Volendam ·
De Volewijckers ·
FC Zaanstreek